# Whitewallband

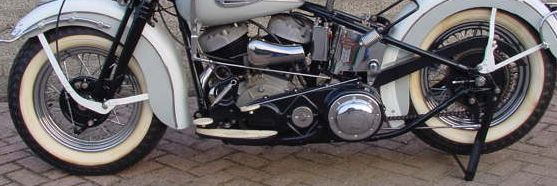
Whitewallbanden op een Harley-Davidson 45-UL uit 1945

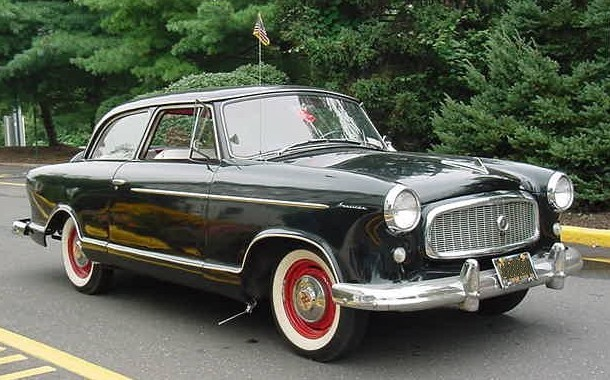
Rambler American uit de jaren 50 met whitewallbanden en curb feeler ('stoeprandvoeler') om ze te beschermen

Een whitewallband is een luchtband met een witte cirkel aan de zijkant of zelfs een geheel witte flank.
De eerste autobanden werden volledig gemaakt van natuurlijk wit rubber. Het witte rubber bood echter niet voldoende tractie en duurzaamheid dus werd roet aan het rubber van het loopvlak toegevoegd. Dit proces heet vulkanisatie. Aanvankelijk werd alleen in het loopvlak gevulkaniseerd en waren de binnenste en buitenste zijwanden van wit rubber. Later werden banden helemaal zwart.
Whitewallbanden waren populair op auto's en motorfietsen in de jaren vijftig, maar kwamen terug met onder andere de Harley-Davidson FLSTN Heritage Softail Nostalgia (Cow Glide) vanaf 1993 en Cadillacs vanaf 2000.
Sindsdien worden whitewallbanden ook verkocht voor andere custom-motorfietsen en auto's.